# Бучавый, Валентин Романович
Валентин Романович Бучавый (1919—1958) — капитан Советской Армии, участник Великой Отечественной войны, Герой Советского Союза (1946).

## Биография
Валентин Бучавый родился 20 июля 1919 года в селе Левая Россошь (ныне — Каширский район Воронежской области) в крестьянской семье. Окончил семь классов школы и школу фабрично-заводского ученичества в Краматорске, после чего работал слесарем на механическом заводе. 14 января 1939 года был призван на службу в Рабоче-крестьянскую Красную Армию. В октябре 1940 года Бучавый окончил военную авиационную школу лётчиков в Ворошиловграде, после чего служил младшим лётчиком в 209-м и 128-м скоростных бомбардировочных авиаполках Западного военного округа. С начала Великой Отечественной войны — на её фронтах. Участвовал в боях на Западном, Брянском, Воронежском, Центральном, Белорусском, 1-м Белорусском фронтах. В январе-июне 1944 года Бучавый был слушателем высшей офицерской авиационной школы в Липецке. В боях дважды был ранен. Принимал участие в боях в Прибалтике и Белорусской ССР в 1941 году, Смоленском сражении, обороне Брянска и Мценска, Воронежско-Касторненской операции, Курской битве, Гомельской, Калинковичской, Белорусской, Висло-Одерской, Восточно-Померанской, Берлинской операциях. К концу войны старший лейтенант Валентин Бучавый был заместителем командира эскадрильи 34-го бомбардировочного авиаполка 301-й бомбардировочной авиадивизии 3-го бомбардировочного авиакорпуса 16-й воздушной армии 1-го Белорусского фронта.
К концу войны Бучавый совершил 222 боевых вылета, среди них: 87 на разведку, 135 на бомбардировку скоплений вражеской живой силы и техники, железнодорожных узлов и составов.
Указом Президиума Верховного Совета СССР от 15 мая 1946 года за «образцовое выполнение боевых заданий командования на фронте борьбы с немецко-фашистскими захватчиками и проявленные при этом мужество и героизм» старший лейтенант Валентин Бучавый был удостоен высокого звания Героя Советского Союза с вручением ордена Ленина и медали «Золотая Звезда» за номером 7041.
В 1945 года Бучавый окончил Высшие офицерские лётно-тактические курсы, после чего до 1951 года служил в учебном центре ДОСАВ в Бузулуке. В 1951—1955 годах был командиром звена, заместителем командира эскадрильи в ряде полков 29-й воздушной армии Дальневосточного военного округа на Сахалине. В 1955 году в звании капитана Бучавый был уволен в запас. Работал в Липецке на аэродроме ДОСААФ. Трагически погиб 14 февраля 1958 года, похоронен в Липецке.
Был также награждён орденами Красного Знамени, Отечественной войны 1-й степени, двумя орденами Красной Звезды, а также рядом медалей.

## Память
В селе Каширское (Воронежская область) установлен бюст Героя.